# Francesco Carbone (militare)
Francesco Carbone (Scilla, 20 agosto 1762 – Cosenza, 1820) è stato un militare italiano.

## Biografia
Nato a Scilla il 20 agosto 1762 da Gerolomo Carbone e Lucrezia Ruffo, entrò presto a far parte dell'Esercito del Regno di Napoli col grado di tenente. Avendo giurato fedeltà al re di Napoli ed essendo filoborbonico, si batté strenuamente a favore dei Borbone, in modo particolare negli anni 1798-1799. Nel 1798 fece arrestare settantacinque congiurati la notte del 13 dicembre 1798. Nell'anno 1799 era già "uffiziale de' Miliziotti provinciali" e in quell'anno entrò a far parte dell'esercito sanfedista, dove si distinse particolarmente durante l'assedio di Altamura passando dal grado di tenente colonnello a quello di colonnello.
Ebbe alcuni ruoli allorché i francesi occuparono il regno e invasero la Calabria, in particolare difendendo strenuamente il Castello di Scilla. Intercettò un carteggio della regina Carolina a sua nipote Maria Luisa (moglie di Napoleone) e lo fornì agli inglesi, con tutte le conseguenze negative che ne derivarono. Col ritorno dei Borbone sul trono, Carbone fu espulso dall'esercito e relegato a Cosenza, dove morì nell'anno 1820.